# 182674 Hanslmeier
182674 Hanslmeier è un asteroide della fascia principale. Scoperto nel 2001, presenta un'orbita caratterizzata da un semiasse maggiore pari a 2,6994400 au e da un'eccentricità di 0,0643485, inclinata di 6,99572° rispetto all'eclittica.